# 너의 창에 불이 꺼지고
"너의 창에 불이 꺼지고"는 1978년에 개봉한 대한민국의 영화이다.

## 캐스팅
- 남궁원
- 김영애
- 강주희
- 윤일봉
- 최남현
- 김남일
- 이인옥
- 김기종
- 최형근
- 최일
- 김지영
- 이정애
- 문미봉
- 임성포
- 이화정
- 이은희